# 루이스 코스타 후안
루이스 코스타 후안(스페인어: Luis Costa Juan, 1943년 2월 9일, 발렌시아 주 알리칸테 ~)은 스페인의 현역 시절 공격수로 활약한 전 축구 선수이자 감독이다.
그는 현역 시절에 선수와 감독으로서 모두 주로 사라고사에서 활약한 것으로 알려져 있다.

## 선수 경력
코스타는 발렌시아 주 알리칸테 출신이다. 고향의 아마추어 무대에서 독보적인 솜씨를 보이던 그는 17세의 나이로 에르쿨레스에서 레알 마드리드로 거처를 옮겨 1군과 4년 동안 계약을 맞고 활동했지만, 프란시스코 헨토, 레몽 코파, 푸슈카시 페렌츠, 루이스 델 솔, 그리고 알프레도 디 스테파노와 같은 쟁쟁한 공격진에 밀려 공식 경기에 출전하지 못하고 다른 라 리가 구단들인 코르도바와 엘체를 포함해 3개 구단에서 4년 동안 임대생활을 전전해야 했다.
1966년, 코스타는 세군다 디비시온의 에르쿨레스 소속으로 신통치 못한 성과를 내고 머랭 군단을 떠나 코르도바로 완전히 이적하였다. 1968년부터 1971년까지, 그는 3년 연속으로 소속 구단이 1부 리그에서 강등되었는데, 안달루시아 연고 구단은 물론 마요르카와 사라고사에서도 강등의 고배를 연이어 들이켰다. 그는 1부 리그 무대에서 188경기 출전 18골을 기록했고, 테르세라 디비시온의 지로나 소속으로 3년을 보내고 33년에 현역 무대에서 은퇴했는데, 은퇴 직전에 감독 면허를 획득했다.

## 감독 경력
코스타가 처음으로 감독직을 맡은 1부 리그 선수단은 사라고사였는데, 그는 1-1로 비긴 1980-81 시즌 에르쿨레스와의 안방 경기에서 처음으로 구단을 지휘했다. 팔렌시아와 오비에도 감독으로서 세군다 디비시온에서 2년을 보낸 후, 그는 1985-86 시즌에 아라곤 연고 구단의 지휘봉을 다시 잡았고, 그 해에 코파 델 레이 결승전에서 바르셀로나를 이기고 사상 첫 대회 우승을 거두었지만, 1987-88 시즌 초에 해고장을 받았다.
1990년대 초, 코스타는 하부 리그의 레반테와 알라베스, 그리고 친정 코르도바 감독직을 역임했다. 1994년, 그는 세군다 디비시온 B에 속한 사라고사 2군 감독을 맡았는데, 그는 앞서 같은 선수단을 1980년대에도 이끈 적이 있다.
코스타는 1996-97 시즌에 사라고사의 1군을 이끈 4명의 사라고사 감독들 중 하나였는데, 사라고사는 이 시즌에 최종 14위의 성적을 거두었다. 그는 사라고사를 이듬해에도 이끌었는데, 그 시즌에는 1계단 더 위의 리그 순위에 올랐다.
2000-01 시즌의 4차전이 끝난 후, 코스타는 후안 마누엘 리요를 대신해 또다시 사라고사 감독이 되었고, 또다시 코파 델 레이 우승을 거두었는데, 이번에는 결승전에서 셀타 비고를 상대했다. 사라고사는 리그에서 17위에 그쳤는데, 이는 1부 리그에 잔류할 수 있는 가장 아랫 순위였다. 이 시즌에 거둔 최고의 성과는 바르셀로나 원정 경기에서 4-4 무승부를 거둔 것이었다.
2002년 1월 22일, 코스타는 체추 로호를 대신해 사라고사의 감독이 되었으나, 1부 리그의 감독을 막지 못하였는데, 10경기에서 2승을 거둔 데에 그친 사라고사는 리그 최하위로 강등되었다.

## 수상

### 감독
사라고사
- 코파 델 레이: 1985–86, 2000–01